# 碧莲峰石刻
碧莲峰石刻，位于中国广西壮族自治区阳朔县阳朔镇碧莲峰东麓和东北麓，为一个省级文物保护单位，类型为石刻，为第六批广西壮族自治区文物保护单位，公布时间为2009年5月4日。
碧莲峰石刻的历史年代为明－近代。